# Thành Gia Ban
Thành Gia Ban (成家班; tiếng Anh: Jackie Chan Stunt Team; nghĩa: Nhóm hành động mạo hiểm Thành Long) là một nhóm võ sư và người đóng thế làm việc cùng Thành Long trong các bộ phim của ông để phụ trách phần chỉ đạo hành động. Vốn là một diễn viên chuyên đóng các bộ phim đòi hỏi có nhiều cảnh hành động và võ thuật phức tạp, Thành Long được sự hỗ trợ rất đắc lực của nhóm Thành Gia Ban, nhóm này đã nhiều lần được trao Giải thưởng Điện ảnh Hồng Kông cho chỉ đạo hành động xuất sắc nhất.

## Lịch sử
Ngay từ giai đoạn khởi đầu sự nghiệp, Thành Long đã tập trung vào các bộ phim võ thuật và hành động hài với phong cách diễn hết sức linh hoạt, độc đáo và sáng tạo. Trong quá trình diễn xuất, Thành Long bắt đầu hình thành mối cộng tác thân thiết với nhiều võ sư và người đóng thế, những người chuyên đảm nhiệm biên đạo và thực hiện các cảnh phim nguy hiểm hoặc đòi hỏi trình độ võ thuật cao. Nhóm Thành Gia Ban dần được thành lập từ mối cộng tác này và nó chính thức ra mắt trong vai trò chỉ đạo hành động của bộ phim Kế hoạch A (A 計劃, 1983), một tác phẩm tiêu biểu của bộ ba Thành Long - Nguyên Bưu - Hồng Kim Bảo. Những thành viên của Thành Gia Ban không chỉ được nhận bảo hiểm cố định mà còn có mức lương cao hơn so với khi họ làm riêng lẻ. Tới năm 1990 thì nhóm Thành Gia Ban bỏ cơ cấu tố chức với số thành viên cố định, thay vào đó tùy từng bộ phim Thành Long sẽ chọn một nhóm Thành Gia Ban riêng với số thành viên thay đổi tùy theo yêu cầu.
Cách tổ chức của Thành Gia Ban đã mở đầu cho xu hướng thành lập những nhóm chỉ đạo và diễn xuất hành động ở điện ảnh Hồng Kông, các chỉ đạo hành động tên tuổi như Hồng Kim Bảo, Nguyên Bưu, Lưu Gia Lương, Đường Quý Lễ bắt đầu thành lập riêng cho họ những nhóm cộng tác thân thiết. Thành Gia Ban đã cộng tác với nhóm của Hồng Kim Bảo trong Phích Lịch Hỏa (霹靂火, 1995) và Around the World in 80 Days (2004). Đôi khi nhóm Thành Gia Ban còn tham gia chỉ đạo và diễn xuất hành động cho những phim không có sự tham gia của Thành Long, một ví dụ là bộ phim Yên chi khâu (胭脂扣, 1988).
Tại Giải thưởng Điện ảnh Hồng Kông, nhóm Thành Gia Ban đã 7 lần chiến thắng ở hạng mục Chỉ đạo hành động xuất sắc nhất, nhiều hơn bất cứ cá nhân nào khác ở hạng mục này kể cả những chỉ đạo hành động nổi tiếng như Viên Hòa Bình hay Trình Tiểu Đông.